# Psychopatico
Psychopatico er det andet livealbum af den danske rockgruppe D-A-D, og det første udgivet uden for Japan, der udkom den 20. november 1998 på Medley Records. Optagelserne på dobbeltalbummet stammer fra Mad Days Tour fra samme år. Til Dansk Grammy 1999 blev albummet kåret til Årets danske rock udgivelse. Psychopatico indeholder en studieoptagelse af det nye nummer, "Jacketless in December" der blev udgivet som albummets første single.

## Spor

### CD1
1. "Simpatico"
2. "Empty Heads"
3. "Bad Craziness"
4. "Grow Or Pay"
5. "Riding with Sue"
6. "Hate to Say..."
7. "I Won't Cut My Hair"
8. "Cloudy Hours"

### CD2
1. "Reconstrucdead"
2. "Black Crickets"
3. "Home Alone 5"
4. "Sleeping My Day Away"
5. "Jihad"
6. "Written in Water"
7. "It's After Dark"
8. "Laugh 'n' a 1/2"
9. "Jacketless in December"

## Udgivelse
| Region         | Dato              | Format | Pladeselskab          |
| -------------- | ----------------- | ------ | --------------------- |
| Danmark        | 20. november 1998 | CD     | Medley Records        |
| Japan          | 1998              | CD     | Toshiba EMI LTD       |
| Storbritannien | 20. maj 2013      | CD     | Southworld Recordings |
| Tyskland       | 14. juni 2013     | CD     | AFM Records           |

## Eksterne henvisniner
- Psychopatico på Discogs
- Psychopatico på MusicBrainz